# Umbral-Kalkül
Der Umbral-Kalkül oder umbrale Kalkül (engl. umbral calculus, ferner lat. umbra, „der Schatten“) ist ein Teilbereich der Kombinatorik, der aus der Beobachtung der formalen Ähnlichkeit bei der Ableitung polynomialer Identitäten entstand, bei denen Indizes wie Exponenten behandelt wurden. Da man dafür lange keine Erklärung fand, wurde die Bezeichnung Schatten-Kalkül (Umbral-Kalkül) benutzt.
Die Techniken gehen bis in das 19. Jahrhundert zurück, insbesondere auf John Blissard (1861), nach dem von Blissards symbolischer Methode gesprochen wurde, sie wurden aber auch unter anderem von Édouard Lucas (der sie symbolische Methode nannte) und James Joseph Sylvester benutzt. Von Sylvester stammt auch die Benennung umbral. Eric Temple Bell versuchte in den 1930er Jahren den Methoden (mit wenig Erfolg bei der Durchsetzung) eine strenge Grundlage zu geben, das gelang erst Gian-Carlo Rota und Steven Roman in den 1970er Jahren. Sie wurden aber zuvor schon zum Beispiel von John Riordan in der Kombinatorik weiter verwendet.

## Beispiele
Ein Beispiel sind die Bernoulli-Polynome, für die gilt:
{\displaystyle B_{n}(y+x)=\sum _{k=0}^{n}{n \choose k}B_{n-k}(y)x^{k}.}
Das hat eine bemerkenswerte Ähnlichkeit mit der Binomialentwicklung:
{\displaystyle (y+x)^{n}=\sum _{k=0}^{n}{n \choose k}y^{n-k}x^{k}}
wenn man Indizes und Exponenten vertauscht.
Ähnlich gilt für die Ableitung:
{\displaystyle {\frac {d}{dx}}B_{n}(x)=nB_{n-1}(x).}
eine Ähnlichkeit zur Ableitung von Potenzen:
{\displaystyle {\frac {d}{dx}}x^{n}=nx^{n-1}}
falls man auch hier wieder Indizes und Exponenten vertauscht.
Daraus entstanden umbrale Beweise, die man zwar nicht streng begründen kann, die aber dennoch funktionieren. Setzt man zum Beispiel in der oben angegebenen Formel für die Bernoullipolynome den Index formal als Exponent ein:
{\displaystyle B_{n}(x)=\sum _{k=0}^{n}{n \choose k}b^{n-k}x^{k}=(b+x)^{n},}
und differenziert, erhält man das korrekte Resultat:
{\displaystyle B_{n}'(x)=n(b+x)^{n-1}=nB_{n-1}(x).}
Die Variable b ist dabei ein Schatten (umbra).
Ein weiteres Beispiel ist Newtons Formel der Differenzenrechnung:
{\displaystyle f(x+a)=\sum _{k=0}^{\infty }{\frac {\Delta ^{k}[f](x)}{k!}}(a)_{k}}
mit
{\displaystyle (a)_{k}=a(a-1)(a-2)\cdots (a-k+1)}
der fallenden Faktorielle (Pochhammer-Symbol).
Ersetzt man die Differenzen durch Ableitungen und {\displaystyle (a)_{k}} durch {\displaystyle a^{k}} erhält man die Taylorreihe:
{\displaystyle f(x+a)=\sum _{k=0}^{\infty }{\frac {D^{k}[f](x)}{k!}}a^{k}}
Ebenso gibt es eine formale Ähnlichkeit zwischen der Binomialformel:
{\displaystyle (x+a)^{n}=\sum _{k=0}^{n}{\binom {n}{k}}x^{n-k}a^{k}}
und der Formel von Vandermonde und Chu für fallende Faktorielle:
{\displaystyle {(x+a)}_{n}=\sum _{k=0}^{n}{\binom {n}{k}}{(x)}_{n-k}{(a)}_{k}}
Auch hier werden formal Indizes durch Exponenten ersetzt.

## Theorie von Rota und Roman
Nach Rota finden die Ähnlichkeiten eine Erklärung, wenn man lineare Funktionale L auf Polynomen betrachtet.
Angewandt auf Bernoullipolynome definiert man zunächst:
{\displaystyle L(z^{n})=B_{n}(0)=B_{n}.}
und hat für die Bernoullipolynome
{\displaystyle {\begin{aligned}B_{n}(x)&=\sum _{k=0}^{n}{n \choose k}B_{n-k}x^{k}\\&=\sum _{k=0}^{n}{n \choose k}L\left(z^{n-k}\right)x^{k}\\&=L\left(\sum _{k=0}^{n}{n \choose k}z^{n-k}x^{k}\right)\\&=L\left((z+x)^{n}\right)\end{aligned}}}
womit man {\displaystyle B_{n}(x)} durch {\displaystyle L((z+x)^{n})} ersetzen kann. Indizes sind nun in Form von Exponenten, der wesentliche Schritt im  Umbralkalkül. Damit kann man zum Beispiel zeigen:
{\displaystyle {\begin{aligned}\sum _{k=0}^{n}{n \choose k}B_{n-k}(y)x^{k}&=\sum _{k=0}^{n}{n \choose k}L\left((z+y)^{n-k}\right)x^{k}\\&=L\left(\sum _{k=0}^{n}{n \choose k}(z+y)^{n-k}x^{k}\right)\\&=L\left((z+x+y)^{n}\right)\\&=B_{n}(x+y).\end{aligned}}}
Rota nutzte den Umbralkalkül 1964, um Rekursionsformeln für die Bellschen Zahlen abzuleiten. Mit J. Shen wandte er den Umbralkalkül auf das Studium der kombinatorischen Eigenschaften von Kumulanten.
Der Umbralkalkül untersucht dabei nach Roman und Rota die Umbralalgebra der lineare Funktionale auf dem Raum der Polynome in einer Variablen {\displaystyle x}. Das Produkt zweier Funktionale ist dabei wie folgt definiert:
{\displaystyle \left\langle L_{1}L_{2}|x^{n}\right\rangle =\sum _{k=0}^{n}{n \choose k}\left\langle L_{1}|x^{k}\right\rangle \left\langle L_{2}|x^{n-k}\right\rangle .}